# Jing'an (köping i Kina, Jiangsu, lat 34,50, long 116,92)
Jing'an (kinesiska: 敬安, 敬安镇) är en köping i Kina. Den ligger i provinsen Jiangsu, i den östra delen av landet, omkring 320 kilometer nordväst om provinshuvudstaden Nanjing. Antalet invånare är 57825. Befolkningen består av 28 880 kvinnor och 28 945 män. Barn under 15 år utgör 17,0 %, vuxna 15-64 år 71 %, och äldre över 65 år 11,0 %.
Genomsnittlig årsnederbörd är 957 millimeter. Den regnigaste månaden är juli, med i genomsnitt 202 mm nederbörd, och den torraste är januari, med 12 mm nederbörd.